# سيفيرو سارودي
سيفيرو سارودي (بالفرنسية: Severo Sarduy) (1937 - 1993)، هو كاتب شاعر وصحفي كوبي. أحد أشهر من كتبوا باللغة الإسبانية، ولد سارودي في كاماغواي بكوبا يوم 25 فبراير 1937، وهجر بلاده عام 1960م ليقيم في فرنسا حيث نشر أعماله البحثية والروائية.
توفي في باريس يوم 8 يونيو من 1993 عن عمر يناهز 55 عاما. بسبب مرضا الإيدز. دفن في مقبرة ثيايس الواقعة على مشارف العاصمة الفرنسية.

## روابط خارجية
- سيفيرو سارودي على موقع IMDb (الإنجليزية)
- سيفيرو سارودي على موقع الموسوعة البريطانية (الإنجليزية)
- سيفيرو سارودي على موقع إن إن دي بي (الإنجليزية)